# حوزه انتخابیه مبارکه
حوزهٔ انتخابیه مبارکه یکی از حوزه‌های استان اصفهان برای انتخابات مجلس شورای اسلامی است. این حوزه به مرکزیت مبارکه ۱ نماینده دارد.

## نمایندگان
- دوره ششم:قهرمان بهرامی حسن آبادی
- دوره هفتم: سید محمد جعفر سادات موسوی
- دوره هشتم:سید علی محمد موسوی
- دوره نهم:علی ایران‌پور
- دوره دهم : زهرا سعیدی مبارکه
- دوره یازدهم : پروین صالحی مبارکه

## پی‌نوشت و منبع
- «جدول حوزه‌های انتخابیه در انتخابات نهمین دورهٔ مجلس شورای اسلامی» (PDF). مرکز پژوهش و سنجش افکار صدا و سیما. بایگانی‌شده از اصلی (PDF) در ۲۰۱۸-۱۰-۰۵. دریافت‌شده در ۱۸ مارس ۲۰۱۶.

- مرکز پژوهش های مجلس شورای اسلامی